# Vittorio Taviani
Vittorio Taviani (San Miniato, 20 de setembro de 1929 - Roma, 15 de abril de 2018) foi um diretor de cinema italiano . É irmão do também diretor Paolo Taviani, com quem sempre trabalhou junto, alternando na direção principal dos filmes e das cenas.
O diretor começou sua carreira como jornalista, entrando para o mundo do cinema na década de 1960. Começou trabalhando com outros diretores como Valentino Orsini e Joris Ivens. Gravou seu primeiro filme autonomamente (lembrando que sempre trabalha com seu irmão) em 1967, quando lançou "Os Subversivos"
Vittorio dirigiu mais de 20 filmes, sendo agraciado com importantes prêmios como a Palma de Ouro em 1977, pelo filme Pai Patrão (Padre Padrone). Em 2012 ganhou o Urso de Ouro, premiação principal do Festival de cinema de Berlim, que o premiou pelo filme "Cesare deve morire".
Morreu aos 88 anos em 15 de abril de 2018, na capital da Itália em Roma.